# Консултативна психијатрија
Консултативна психијатрија је област психијатрије која се бави дијагнозом, лечењем, проучавањем и превенцијом психичких поремећаја код физички оболелих болесника хоспитализованих на непсихијатријским (соматским) одељењима. Настала је из захтева времена, када је психопатологија на свим „соматским” одељењима општих и специјалних болница, све више раширена. Имајући у виду да се код великог броја болничког лечења соматских болесника у току терапије јављају психијатријски симптоми, присуство консултативне психијатрије постало је веома значајно и у другим медицинским областима, како са стручно-методолошког, тако и са економског становишта због њихове исплативости.
У најширем смислу гледано, у консултативној психијатрији, психијатар је део медицинског тима који даје специфични допринос свеукупном и успешнијем лечењу болесника.

## Истортија
Историјски гледано све је почело од размишљања да снажне емоције (бес, страх, жалост) могу изазвати телесна обољења. Ово размишљање владало је још код Хипократа, Сократа и других античких лекара и великих мислилаца.
П
У средњовековном исламу у делима Персијских психолога - лекара Ахмеда Ибн Сахл ал Балкија (Ahmed ibn Sahl al-Balkhi) (934) и Хали Абаса (994) налазимо прва размишљања о настанку болести као последици интеракције ума и тела. Оба лекара су схватила како физиолошке и психолошке функције у телу болесдника могу да имају утицај једна на другу. До ових сазнања они су дошли на основу утврђивања разлике између болесдника који су били физички и ментално здрави и оних који су били физички и ментално болесни.
Немачки лекар Јохан Хајнрот био је међу првима који је 1818. године употребио нови термин: психосоматски поремећај у покушају да објсни психогени удео у настанку инсомније. Он говори о сомато — психичким поремећајима који представљају психичке, пратеће, манифестације телесних обољења..
Од тада требало је да прође више од сто година да се сазнања о овој болести обогате новим истраживањима у медицини, мада су размишљања о психосоматским поремећајима била пристуна и континуирано негован у неким традиционалним медицинским системима (нпр ајурведска медицина).
За зачетника консултативне психијатрије сматра се Едуард Билингс, који је током 40-тих година 20. века, утврдио за болеснике које је, поред њихових лекара, лечио и психијатар, да су лежали 12 дана краће од осталих са сличним тегобама, али без консултативне помоћи психијатра.
Следећа два открића у медицини била су од великог значаја за боље разумевање и схватање како се то психички чиниоци уплићу у телесно реаговање и како се телесно реаговање враћа у своме дејству на психу, стварајући понекад затворени, „зачарани“ круг, лат. Circulus vitiosus, у коме је болесник заробљен својом болешћу. Једно од ових открића је: психоаналитичко — потекло из области истраживања људске психе, док је друго потекло из области физиологије аутономног нервног система.
Неколико новијих студија, које су се бавиле заступљеношћу психијатријских дијагноза код болесника болнички лечених на непсихијатријским одељењима, кроз праћење рада консултативних психијатријских служби, потврдио је значај присуства консултативне психијатрије у другим медицинским областима, како са стручно—методолошког (мултидисциплинаран начина лечења), тако и са аспекта односа уложеног и добијеног.

## Општа разматрања
Консултативна (саветодавна) психијатрија
Некада је у медицини употребљаван појам консултативна (саветодавна) психијатрија — у оквиру које је психијатар на позив лекара других специјалности одлазио да прегледа телесног болесника који испољавао психичке сметње, да савет и одреди терапију.
Консултативна психијатрија
Данас се уместо консултативног „упада на територију других служби” — користи израз консултативна психијатрија, која је на граници између психијатрије и соматске медицине. Као субспецијализација она се развила у оквиру психијатрије, и обухвата следеће области:
- клиничку праксу,
- едукацију,
- истраживање.

## Епидемиологија
Деменција и делирнантна стања често се срећу код различитих соматских болесника, нарочито у болничким условима. Посебно осетљиво питање је питање самоубилачких идеја у соматских (нпр онколошких) болесника.
Владимир Адамовић наводи прилично песимистичну — али реалистичну статистику према којој око 75% психосоматских болесника не увиђа или не жели да види емотивнi поремећај који је изазвао тешку болест. Очигледно узрок томе је културолошка клима у нашој нацији у којој и даље превладава „магијски тип мишљења” без осећаја за интроспекцију и обраћање пажње на духовни и психолошки чинилац као доминантан у животу здравог као и болесног човек.
Преваленца психијатријских симптома у хоспитализованих соматских болесника креће се између 10 и 50% (3—5% у хируршким одељењима) у односу на то које се соматске или неуролошке болести посматрају.
Најчешће постављана дијагноза током консултативних прегледа је дијагноза хроничног психоорганског синдрома, што говори у прилог чињеници да су когнитивни поремећаји главно подручје рада консултативне психијатрије.

## Значај и потребе
Хоспитализација само по себи је стресни догађај који може у неким случајевима узнемирити болесника нарушити његову равнотежу ума и тела или погоршати клиничко стање пацијената који пате од психијатријског коморбидитета.
Имајући у виду наведено консултативна психијатрија (која је заправо субспецијалност психијатрије), данас добија све више на значају обзиром, да јој се све учесталије са захтевима за стручно мишљење јављају бројни здравствени стационарни и установа које кроз мултидисциплинарни приступ лечењу соматских болесника траже и консултативно мишљење психијатрије.
Данас се без конултативне психијатрје не може замислити рад у јединицама ургентне медицине, интензивној нези, на онколошком одељењу, клиници за лечење бола, као и свим другим одљењима на којима се лече болесници са соматским тегобама, без стручне помоћи консултативног психијатра.
Треба имати у виду и да консултативни психијатар у медицинском тиму не лечи само могуће психичке проблеме болесника, већ се бави и превенцијом психичких поремећаја и многоструким психолошким интервенцијама између болесника његове породице и терапијског тима.
Такође без специјализоване обуке медицинско особља из области консултативне психијатрије не могу се правовремено препознати психолошки проблеми болесника, што утиче на рано одлагање интервенција. У таквим условима, за разлику од лекара соматичара, консултативни психијатар је у стању да:
- подигне свест међу особљем здравствених служби
- побољша рано откривање психолошких проблема код пацијената, који трпе штетне последице у односу на дужину боравка у болници,
- постигну добробит за успешније излечење болесника.

Консултативна психијатрија међутим, и даље треба развијати клиничке и истраживачке стандарде који су у складу са трендом у медицини заснованој на доказима, јер су за успостављање квалитативних параметара потребни не само стечено знање већ и иновативни методолошки алати.